# 제충국
제충국(除蟲菊)은 국화목 국화과의 식물이다. 꽃이 피며 일반적으로 단단한 줄기에서 자란다. 꽃잎은 흰색이고 가운데는 노란색이다. 제충국의 잎은 녹색이고 높이 45~100cm까지 자란다.